# Chenfang (sockenhuvudort i Kina, Jiangxi Sheng, lat 28,05, long 117,54)
Chenfang är en sockenhuvudort i Kina. Den ligger i provinsen Jiangxi, i den sydöstra delen av landet, omkring 180 kilometer sydost om provinshuvudstaden Nanchang. Antalet invånare är 11 501. Befolkningen består av 5 469 kvinnor och 6 032 män. Barn under 15 år utgör 20,0 %, vuxna 15-64 år 71 %, och äldre över 65 år 8,0 %.
Runt Chenfang är det ganska tätbefolkat, med 192 invånare per kvadratkilometer. Närmaste större samhälle är Wenfang, 19,8 km väster om Chenfang. I omgivningarna runt Chenfang växer i huvudsak blandskog.
Genomsnittlig årsnederbörd är 2 755 millimeter. Den regnigaste månaden är juni, med i genomsnitt 477 mm nederbörd, och den torraste är oktober, med 35 mm nederbörd.